# Борхен
Борхен (њем. Borchen) општина је у њемачкој савезној држави Северна Рајна-Вестфалија. Једно је од 10 општинских средишта округа Падерборн. Према процјени из 2010. у општини је живјело 13.597 становника. Посједује регионалну шифру (AGS) 5774012.

## Географски и демографски подаци
Борхен се налази у савезној држави Северна Рајна-Вестфалија у округу Падерборн. Општина се налази на надморској висини од 150 метара. Површина општине износи 77,2 km². У самом мјесту је, према процјени из 2010. године, живјело 13.597 становника. Просјечна густина становништва износи 176 становника/km².

## Међународна сарадња
| Мјесто | Држава   | Врста сарадње | Од    |
| ------ | -------- | ------------- | ----- |
| Хођес  | Мађарска | контакт       | 2000. |
| Извор  |          |               |       |